# Prato (Leventina)
Prato (Leventina) (lombardsky Prò, mezi lety 1902–1939 oficiální název Prato-Fiesso) je obec na jihu Švýcarska v kantonu Ticino, okrese Leventina. Nachází se v severní části kantonu, v údolí Valle Leventina. Žije zde přibližně 400 obyvatel.

## Geografie
Obec Prato leží na pravé straně údolí Valle Leventina ve výšce 1043 metrů. Kostel San Giorgio se nachází kousek za vesnicí na kopci a svou románskou kampanilou dominuje celému hornímu údolí až ke Quintu. V horské kotlině na západě obce, v nadmořské výšce 1851 metrů, leží horské jezero Lago Tremorgio, ke kterému se lze dostat lanovkou z místní části Rodi-Fiesso.
Obec zahrnuje místní části Mascengo, Cortesopra, Rodi, Morasco, Fiesso Sopra a Fiesso Sotto neboli Corteflorino; Rodi-Fiesso se nachází na dně údolí Leventina a je dnes nejhustěji osídlenou lokalitou v obci a také sídlem všech veřejných institucí, jako je obecní úřad a škola. Obec sousedí na severu s Quintem, na východě s Faidem, na jihu s Dalpe a na západě s Lavizzarou.

## Historie

Rodi-Fiesso (1964)

První zmínka o obci pochází z roku 1211 ve slovním spojení de Prato. V roce 1237 se již objevuje jako Vicinìa a do roku 1854 k ní patřilo také Dalpe; vesnice musela patřit k državám Quinto, Airolo a Bedretto.
Věž, kterou podle některých pramenů nechal postavit vévoda Filippo Maria Visconti, je zmiňována již v roce 1397; před rokem 1660 byla přestavěna na faru. Vesnice tvořila centrum čtvrti (vicinanza), která zahrnovala državy Prato, Fiesso a do roku 1866 Dalpe.
Poblíž vsi procházela stará cesta Piottino; v roce 1350 je zde zmiňován Sust. V letech 1353–1354 znepříjemňoval spor mezi Pratem a Faidem dopravu natolik, že se němečtí obchodníci obrátili na arcibiskupa Giovanniho Viscontiho, který spor ukončil.
V roce 1341 Prato platilo basilicano, poplatek, jehož význam není přesně znám, proboštskému kostelu v Biasce. V roce 1799 se vesnice stala ohniskem povstání Leventina proti francouzským vojskům.
V Pratu dříve převažovalo pastevectví. Na území obce se elektrárna Tremorgio (postavená v letech 1918–1926) a lanová dráha postavená v roce 1928, která spojuje údolí s jezerem Tremorgio.

## Obyvatelstvo
| Rok            | 1602 | 1639 | 1745 | 1850 | 1900 | 1950 | 1970 | 1980 | 1990 | 2000 | 2010 | 2020 |
| Počet obyvatel | 224  | 191  | 308  | 424  | 327  | 306  | 389  | 455  | 368  | 397  | 436  | 388  |

Údolí Leventina je jednou z italsky mluvících oblastí Švýcarska. Převážná většina obyvatel obce tak hovoří italsky.

## Hospodářství a doprava

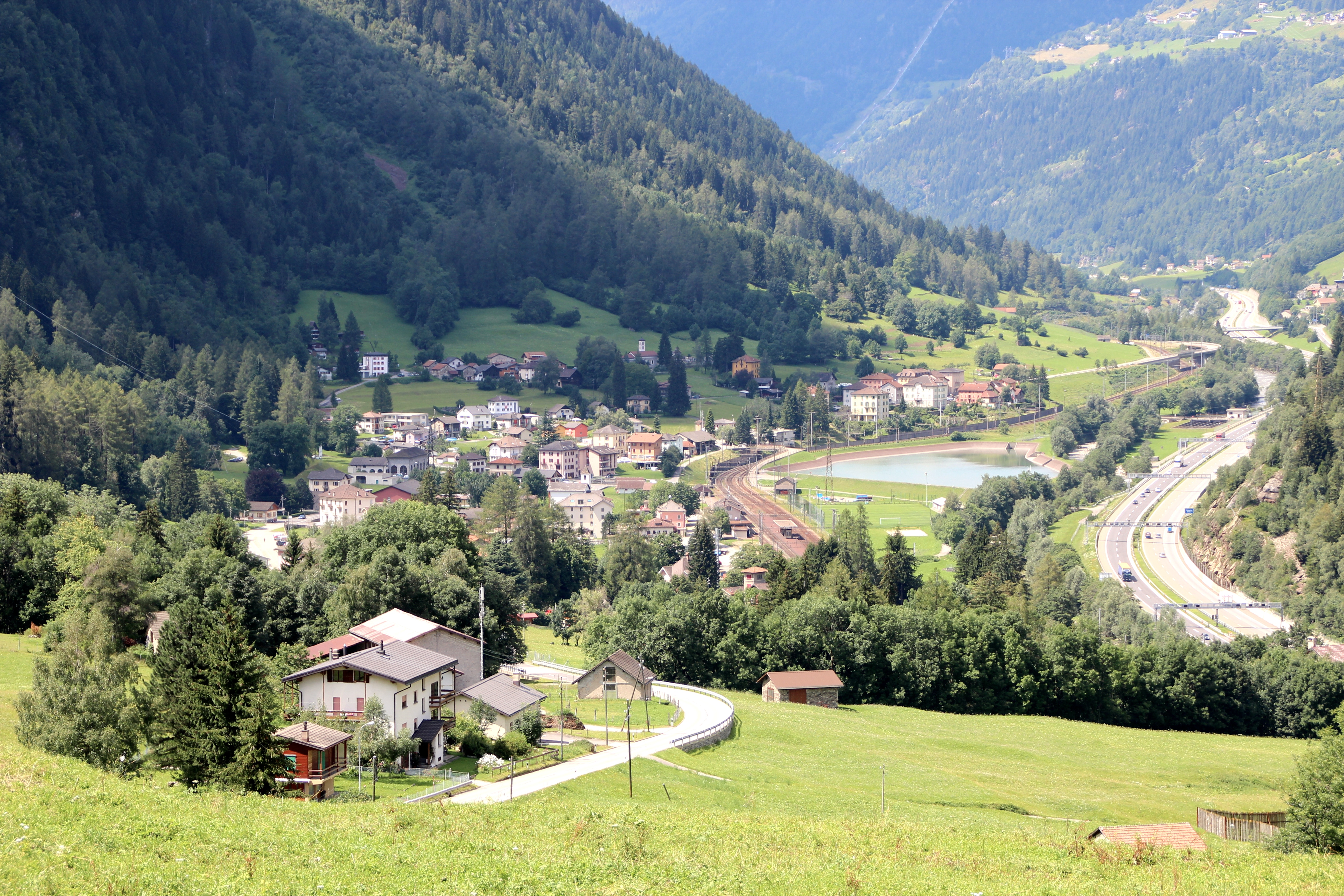
Rodi-Fiesso se železniční stanicí

Obec je v létě i v zimě oblíbeným turistickým cílem.
Prato leží na švýcarské dálnici A2 (Basilej – Lucern – Gotthard – Lugano – Chiasso). Obcí prochází také původní kantonální hlavní silnice č. 2.
Prato se nachází na Gotthardské dráze, významné železniční trati, spojující střední Švýcarsko s kantonem Ticino. Od zprovoznění Gotthardského úpatního tunelu v roce 2016 byla většina tranzitní dopravy převedena do něj a původní trať tak obsluhují pouze regionální vlaky. Ve stanici Rodi-Fiesso však již nezastavují; obec spojuje autobusová linka Postauto ze sousední stanice Faido.

## Osobnosti
- Michela Figiniová (* 1966), bývalá švýcarská alpská lyžařka